# RC Hürth
Der RC Hürth (vollständig Rugby-Club 1960 Hürth e. V.) ist ein deutscher Rugby-Verein aus Hürth bei Köln.

## Geschichte und Struktur
Der RC Hürth wurde 1960 von ehemaligen Mitgliedern der damaligen Rugby-Abteilung des ASV Köln gegründet. Schnell wuchs die Mitgliederzahl der „Panther“ auf rund 150 Personen und bereits 1971 startete die erste Mannschaft des Vereins in der 1. Rugby-Bundesliga. Bis in die späten 1990er-Jahre stellte der Verein zudem zahlreiche Spieler für die deutsche Rugby-Nationalmannschaft.
Seit Ende der 1990er-Jahre spielt die erste Mannschaft des RC Hürth in der nordrhein-westfälischen Rugby-Regionalliga. Daneben existieren eine Alt-Herren-Mannschaft sowie mehrere Schüler- und Jugend-Mannschaften, die regelmäßig an Freizeitturnieren und dem Spielbetrieb des nordrhein-westfälischen Rugby-Verbandes teilnehmen. Darüber hinaus organisiert der Verein seit 1994 an vier weiterführenden Schulen in Hürth Rugby-Gruppen, denen sich im Laufe der Zeit weitere Schulen aus den Nachbargemeinden des Rhein-Erft-Kreises angeschlossen haben. In den 2000er-Jahren bestand zudem eine Spielgemeinschaft mit der Rugby-Abteilung des Brühler TV 1879.
Das 2005 erweiterte Vereinsheim des RC Hürth dient bereits seit 1993 als Landesleistungsstützpunkt des nordrhein-westfälischen Rugby-Verbandes. Zudem ist es Austragungsort des internationalen Rugby-Turniers „Hürth Sevens“, an dem Mannschaften aus Großbritannien, Frankreich, den Niederlanden und ganz Deutschland im olympischen Siebener-Rugby gegeneinander antreten. Das Event findet seit 1962 statt und stellt Deutschlands ältestes und renommiertestes Rugby-Turnier dieser Art dar.
In den Jahren 2002 und 2003 wurde der RC Hürth von dem Franzosen Olivier Voisin trainiert. Dieser war hauptberuflich Fotograf und für internationale Medien als Bildjournalist während des Bürgerkrieges in Syrien tätig. Nachdem er bei einem Attentat im syrischen Idlib schwere Verletzungen erlitten hatte, verstarb er am 24. Februar 2013 im Alter von 38 Jahren an den Folgen dieser in einem Krankenhaus im türkischen Antakya. 
2020 wurde das Clubhaus umfassend renoviert mit Hilfe der Fördergelder des Landes NRW und 2023 wurde die Digitalisierung mit Förderung der Europäischen Union vorangebracht.  
Aktuell in der Saison 2023/2024 spielen die Hürther Spieler in der Regionalliga in der SG Rheinland. Daneben organisiert der Verein seit 2022 unter der Leitung des neuen Vorsitzenden Stefan Schmitz immer wieder überregionale Rugby Events. Darunter 2023 wohl das herausragende Länderspiel der deutschen Damennationalmannschaft gegen Portugal.
Aktuelle Veranstaltungen, Informationen und Kontaktmöglichkeiten sind auf der Homepage oder bei Facebook zu finden.